# Copacabana (ort i Argentina)
Copacabana är en ort i Argentina.   Den ligger i provinsen Catamarca, i den nordvästra delen av landet, 1 100 km nordväst om huvudstaden Buenos Aires. Copacabana ligger 1 116 meter över havet och antalet invånare är 506.
Terrängen runt Copacabana är kuperad norrut, men söderut är den platt. Närmaste större samhälle är Tinogasta, 17,2 km nordväst om Copacabana.
Omgivningarna runt Copacabana är i huvudsak ett öppet busklandskap. Trakten runt Copacabana är nära nog obefolkad, med mindre än två invånare per kvadratkilometer.